# Høylands kommun
Høylands kommun (norska: Høyland kommune) var en kommun i Rogaland fylke i sydvästra Norge.  Kommunen omfattade ett område i den sydvästra delen av nuvarande Sandnes kommun (området närmast kring staden Sandnes). Stadskommuen Sandnes utgjorde en enklav då den var helt omsluten av kommunen. Orten Høyland utgjorde kommunens centralort.

## Administrativ historik
Høylands kommun upprättades den 1 januari 1838 (som Høiland formannskapsdistrikt) när Formannskapslovene från 1837 trädde i kraft.
Den 6 april 1861 bröts stadskommunen Sandnes ut ur kommunen som då minskade från 3 816 invånare före delningen till 3 376 invånare efter.
Den 1 januari 1912 överfördes ett bebott område (med 41 invånare) från Høylands kommun till Hetlands kommun.
Den 1 juli 1957 överfördes ett annat bebott område (med 18 invånare) från Høylands kommun till Sandnes kommun.
Den 1 januari 1965 gick Høylands kommun, tillsammans med delar av kommunerna Hetland och Høle, upp i Sandnes kommun. Kommunens hade då 20 353 invånare.